# Karl Sergel
Karl Johan Fredriksson Sergel, född 10 mars 1909 i Ärla församling i Södermanlands län, död 13 mars 1996 i Strängnäs domkyrkoförsamling i Södermanlands län, var en svensk militär.

## Biografi
Sergel avlade officersexamen vid Krigsskolan 1930 och utnämndes samma år till fänrik vid Södermanlands regemente, där han befordrades till underlöjtnant 1932 och till löjtnant 1934. Han studerade vid Krigshögskolan 1937–1939. År 1942 utnämndes han till kapten i Generalstabskåren, varpå han 1942–1946 tjänstgjorde vid staben i II. militärområdet och vid Lantförsvarets kommandoexpedition (1945–1946 vid Försvarets kommandoexpedition). Efter att 1946–1949 ha tjänstgjort vid Jönköpings-Kalmar regemente (1948 namnändrat till Norra Smålands regemente) och befordrats till major 1948 var han förste adjutant åt överbefälhavaren 1949–1951. Han var stabschef vid staben i II. militärområdet 1951–1953, studerade vid Försvarshögskolan 1952 och befordrades till överstelöjtnant 1952, varefter han tjänstgjorde vid Jämtlands fältjägarregemente 1953–1957. År 1957 befordrades han till överste, varpå han var försvarsattaché vid ambassaden i Bonn 1957–1961 och chef för Jämtlands fältjägarregemente från och med den 1 oktober 1961 till och med den 31 mars 1969. Sergel var chef för svenska delegationen vid Neutrala nationernas övervakningskommission i Korea 1968–1969 och innehade då generalmajors tjänstegrad.
Karl Sergel var son till kapten Fredrik (Fritz) Sergel och Ida, född Reuterskiöld. Han gifte sig 1935 med Maj Odqvist (1914–1998).

### Utmärkelser
- Riddare av första klass av Vasaorden, 1947.[7]
- Riddare av första klass Svärdsorden, 1949.[8]
- Kommendör av Svärdsorden, 6 juni 1962.[9]
- Kommendör av första klass av Svärdsorden, 1965.[10]